# Torkholmssjön
Torkholmssjön är en sjö i Gävle kommun i Gästrikland och ingår i Gavleåns huvudavrinningsområde. Sjön har en area på 0,15 kvadratkilometer och ligger 66 meter över havet.

## Delavrinningsområde
Torkholmssjön ingår i det delavrinningsområde (671554-156665) som SMHI kallar för Mynnar i Valsjön. Medelhöjden är 75 meter över havet och ytan är 9,98 kvadratkilometer. Det finns inga avrinningsområden uppströms utan avrinningsområdet är högsta punkten. Vattendraget som avvattnar avrinningsområdet har biflödesordning 3, vilket innebär att vattnet flödar genom totalt 3 vattendrag innan det når havet efter 21 kilometer. Avrinningsområdet består mestadels av skog (63 procent) och sankmarker (30 procent). Avrinningsområdet har 0,15 kvadratkilometer vattenytor vilket ger det en sjöprocent på 1,5 procent.